# ویلی ادلر
ویلیام ام. ادلر (به انگلیسی: William M. Adler) متولد ۲۶ ژانویه ۱۹۷۶، (۶ بهمن ۱۳۵۴) گیتاریست گروه هوی متال آمریکایی لمب آو گاد می‌باشد. او برادر کوچکتر هم گروهی و درامر لمب آو گاد، کریس ادلر است. ویلی بعد از اینکه گیتاریست قبلی «ابی اسپیر» گروه را ترک کرد، به لمب آو گاد ملحق شد. به صورت خودآموز، ویلی به خاطر سبک‌های غیرمتعارفش در نواختن که شامل شکل‌های عجیب و غریب/نا موزون آکوردها، الگوهای زمان‌بندی منحصر به فرد، ریتم‌های عجیب و غریب، استفاده بالای انگشت کوچک دست خود در فرت گیری، کشش بیش از حد میان فرت‌ها و وسواس کمال‌گرایانه با دست راستش هنگام ریتم زدن، کاملاً شناخته شده است.